# Planum nuchale

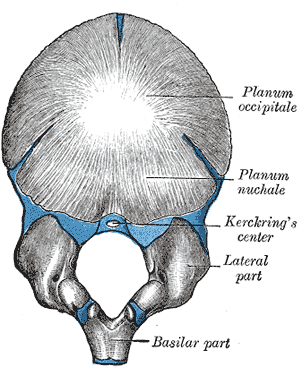
A nyakszirtcsont születéskor (jól látható középen a planum nuchale)

A planum nuchale (planum = sík, nucha = tarkó) a nyakszirtcsont (os occipitale) squama occipitalis nevű részén található. Itt a linea nuchalis legfelső része alatt helyezkedik el. A felszíne durva és általában nem szokott tapadási helyet biztosítani izmoknak.